# Philippe Perakis
Philippe Perakis (Lausana, 30 de marzo de 1966) es un deportista suizo que compitió en ciclismo de montaña en la disciplina de campo a través. Ganó una medalla de plata en el Campeonato Europeo de Ciclismo de Montaña de 1989.

## Medallero internacional
| Campeonato Europeo | Campeonato Europeo | Campeonato Europeo | Campeonato Europeo |
| Año                | Lugar              | Medalla            | Competición        |
| ------------------ | ------------------ | ------------------ | ------------------ |
| 1989               | Anzère (Suiza)     | Medalla de plata   | Campo a través     |